# Bythinella bouloti
Bythinella bouloti is een slakkensoort uit de familie van de Hydrobiidae. De wetenschappelijke naam van de soort is voor het eerst geldig gepubliceerd in 2002 door Girardi, Bichain & Wienin.